# Mesochorus spilotus
Mesochorus spilotus là một loài tò vò trong họ Ichneumonidae.